# Епифаније Стефановић
Епифаније Стефановић био је наводни далматински архиепископ Српске православне цркве, који је 1648. године ступио у унију са Римокатоличком црквом, а кога спомиње само млетачки црквени историчар Данијеле Фарлати (1690—1773). Према истраживању епископа далматинског Никодима Милаша (1845—1915), доказано је да прелазак на унију обмана.

## Биографија
Према Фарлатију, током Кандијског рата (1645—1669), тачније у новембру 1648. године, Епифаније Стефановић и двојица његових епископа, Василије и Исаија, и 80 (или 800) монаха ступили су у унију са Римокатоличком црквом, захваљујући фрањевцима. Ову тврдњу је оповргнуо епископ Никодим Милаш, јер као прво у историји није забиљежено постојање архиепископа под тим именом, а као друго православна заједница се у то вријеме снажно опирала римокатоличкој пропаганди, коју је подржавао патријарх Максим преко свог изасланика монака Кирила.
Према Милу Боговићу, бившем госпићко-сењском бискупу, након Епифанијеве смрти, монаси су се окренули против Римокатоличке цркве, тако да је покушај унијаћења далматинских Срба пропао.